# Мачковець
Мачковець (словен. Mačkovec) — поселення в общині Кочев'є, регіон Південно-Східна Словенія, Словенія. Висота над рівнем моря: 616,6 м.